# 雅各伯·德·兰达
雅各伯·德·兰达·卡尔德隆（西班牙語：Diego de Landa Calderón，1524年11月12日—1579年4月29日）是一名西班牙方济各会传教士。他在1549年被方济各会派到尤卡坦半岛劝说玛雅人皈依基督教，他也是第一个来到尤卡坦的传教士。

## 生平
西班牙殖民者征服尤卡坦半岛之后，他于1572年被任命为天主教尤卡坦总教区主教。他是一个狂热的基督徒，毫不留情地摧毀瑪雅固有的文化與信仰，包括：下令毁灭玛雅人的一切手稿、文学作品和传统文化，甚立將玛雅祭司酷刑处死。他的一系列行为致使今日玛雅刻本只剩下了四本残卷，而且没有人认识玛雅文字，直到后来才被破译。另一方面，他却是西方世界研究玛雅文明的第一人。在1566年回西班牙途中，他写下了著名的《尤卡坦纪事》。